# Прайс, Нед
Эдвард «Нед» Прайс (род. 22 ноября 1982, Даллас, Техас, США; англ. Edward "Ned" Price) — американский политический консультант. С 2021 по 2023 год являлся представителем Государственного департамента США. С 2006 по 2017 год служил в Центральном разведывательном управлении.

## Биография
Нед Прайс родился 22 ноября 1982 года в Далласе, в Техасе. Его отец был адвокатом, а мать работала в Музее искусств Далласа. Окончил Школу Святого Марка в Техасе. Был одним из редакторов ежегодника Marksmen. В 2005 году с отличием окончил Джорджтаунский университет, где изучал международные отношения в Школе дипломатической службы. Был управляющим редактором журнала Georgetown Journal of International Affairs. В 2010 году получил степень магистра в области государственной политики в Школе государственного управления им. Кеннеди Гарвардского университета, где ему была присуждена стипендия государственной службы (англ. Public Service Fellowship).
До 2006 года работал в консалтинговой фирме The Cohen Group, основанной бывшим министром обороны США Уильямом Коэном.
В 2006 году начал работать аналитиком разведывательной информации в Центральном разведывательном управлении (ЦРУ). Занимался антитеррористической деятельностью и помогал в подготовке ежедневного президентского резюме. В 2013 году стал пресс-секретарём ЦРУ. В 2014 году был назначен директором по стратегическим коммуникациям и помощником пресс-секретаря Совета национальной безопасности США. Позже стал пресс-секретарём и старшим директором по стратегическим коммуникациям. В 2016 году был назначен специальным помощником 44-го президента США Барака Обамы. В 2017 году уволился из ЦРУ из-за нежелания работать под руководством 45-го президента США Дональда Трампа. Прайс написал статью для газеты The Washington Post, в которой указал причины увольнения, среди которых были высказывания и действия Трампа в отношении разведывательного сообщества США, назначение Трампом альтернативного правого активиста Стивена Бэннона на должность в Совете национальной безопасности и политизированная речь Трампа возле Мемориальной стены ЦРУ.
С 20 января 2021 по 17 марта 2023 года являлся представителем Государственного департамента США. Первый человек на данном посту, открыто заявивший о том, что он гей.
Бывший действительный член аналитического центра New America. Читал лекции в университете Джорджа Вашингтона. Бывший аналитик NBC News и бывший преподаватель, адъюнкт-профессор Джорджтаунского университета.